# 仙女座Y
仙女座Y是在仙女座的一顆變星，它被歸類為米拉變星，視星等的變化範圍從最暗的15.1等到最亮的8.2等，週期為220.5天。